# Enterprise (Utah)
Enterprise és una població dels Estats Units a l'estat de Utah. Segons el cens del 2000 tenia 1.285 habitants.

## Demografia
Segons el cens del 2000, Enterprise tenia 1.285 habitants, 378 habitatges, i 317 famílies. La densitat de població era de 170,5 habitants per km².
Dels 378 habitatges en un 49,5% hi vivien nens de menys de 18 anys, en un 73,8% hi vivien parelles casades, en un 7,4% dones solteres, i en un 16,1% no eren unitats familiars. En el 15,1% dels habitatges hi vivien persones soles el 9,3% de les quals corresponia a persones de 65 anys o més que vivien soles. El nombre mitjà de persones vivint en cada habitatge era de 3,4 i el nombre mitjà de persones que vivien en cada família era de 3,82.
Per edats la població es repartia de la següent manera: un 40% tenia menys de 18 anys, un 8,9% entre 18 i 24, un 21,3% entre 25 i 44, un 18% de 45 a 60 i un 11,8% 65 anys o més.
L'edat mediana era de 26 anys. Per cada 100 dones de 18 o més anys hi havia 101,8 homes.
La renda mediana per habitatge era de 35.694 $ i la renda mediana per família de 38.500 $. Els homes tenien una renda mediana de 31.905 $ mentre que les dones 16.354 $. La renda per capita de la població era de 13.858 $. Entorn del 4,3% de les famílies i el 6,1% de la població estaven per davall del llindar de pobresa.

## Poblacions més properes
El següent diagrama mostra les poblacions més properes.